# Miguel Jesus
Miguel Jesus é um poeta e dramaturgo  português.

## Biografia
Nasceu em Lisboa, em 1984, descendente de família portuguesa,  goesa e moçambicana, filho de professores catedráticos, sentiu-se escritor desde menino e desde daí que vem escrevendo poemas e prosa com a sua assinatura mas também com a de outros misteriosos heterónimos que insiste em não revelar.

## Percurso Académico e Profissional
Licenciou-se em Artes do Espectáculo pela Faculdade de Letras da Universidade de Lisboa e integrou a equipa do Teatro o Bando ficando a seu cargo o sector dos Conteúdos e Comunicação. Fundou o colectivo Galateia e publicou a sua obra INÊS MORRE (2011)), uma peça de Teatro. Esta deu origem ao espectáculo PEDRO E INÊS levado à cena pelo Teatro o Bando com encenação de Anatoly Praudin (apresentada em itinerância por todo o país de onde se destaca a temporada no Centro Cultural de Belém) e à Ópera homónima apresentada no Teatro Nacional de São Carlos com encenação de Luís Miguel Cintra e composição musical de Sofia Sousa Rocha.
Desenvolvidas a partir do seu livro de poemas PRIMEIRA ESTRADA (2010), realizou em diversos locais leituras musicadas e encenadas  e uma leitura sob pássaros e esquece tudo o que puderes, esta última em colaboração com o colectivo sete.e.sete.
Outros textos seus encontram-se publicados na Revista Portefólio, no livro Palavras para José Saramago e no catálogo da Representação Oficial Portuguesa na Quadrienal de Praga de 2011, Do Outro Lado, publicação na qual participou também como editor.
Prepara actualmente no Colectivo Galateia um livro de versões de poemas de W. B. Yeats, da rosa o espinho.

## Direcção Artística e Encenação
Miguel Jesus é membro da Direcção Artística do Teatro o Bando estando a seu cargo a Dramaturgia e Conteúdos. Trabalhando como assistente de encenação de João Brites em diversos espectáculos, encenou também os concertos MARÇO GRITA MAIO (com composição de Lino Guerreiro e participação de João Afonso e da Big Band Loureiros) e  DA COR DA ÁGUA e A VIDA DE UM VINHO ambos com direcção e composição de Jorge Salgueiro.
Em 2013 co-encenou com João Brites o espectáculo OLHOS DE GIGANTE estreado a 27 de Março no Teatro Nacional D. Maria II a partir de textos de Almada Negreiros com Dramaturgia partilhada de João Brites e Miguel Jesus.

## Outros Aspectos
Estudou bateria durante vários anos e trabalhou como músico em diversos projectos.

## Ligações Externas
- Edições Galateia
- Teatro o Bando